# Грусбек

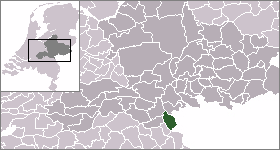
Расположение деревни на карте Нидерландов

Грусбек (нидерл. Groesbeek) — деревня в общине Берг-эн-Дал провинции Гелдерланд (Нидерланды).

## История
Эти земли были населены с римских времён, но не блистали особым богатством. В 1865 году сюда была проведена железная дорога.
В 1944 году в ходе операции «Маркет-гарден» здесь десантировалась американская 82-я воздушно-десантная дивизия. В ходе последовавших боёв Грусбек претерпел значительные разрушения.
1 января 2015 года бывшая община Грусбек была объединена с общинами Милленген-ан-де-Рейн, Убберген и Ой в новую общину Берг-эн-Дал.